# Radoki János
Radoki János (Mór, 1972. március 7. –) magyar labdarúgó, edző.

## Élete

### Játékosként
Fiatalon Németországba költözött a szüleivel. Játékosként megfordult az FC Augsburg, az SpVgg Greuther Fürth, az Rot-Weiß Oberhausen és az SSV Ulm 1846 csapataiban is, utóbbival szerepelt a Bundesligában is az 1999–2000-es szezonban ahol 25 meccsen játszott, végül 16. helyezettként kiesett csapatával a másodosztályba.

### Válogatott
Bicskei Bertalan második kapitánysága idején meghívta a magyar válogatott 2000. október 11.-i Litvánia elleni vb-selejtezőre készülő keretébe (6:1), ám végül nem lépett pályára.

### Edzőként
A Greuther Fürth utánpótlásában 2013-ban kezdett el dolgozni, majd 2016 novemberében, Stefan Ruthenbeck menesztését követően először ideiglenesen, majd végleg ő vette át a csapat irányítását. A 2017-18-as szezont gyengén kezdte az akkor Megyeri Balázst és Pintér Ádámot is foglalkoztató csapat, így Radoki szerződését 2017. augusztus 28-án felbontották. 2018. december 29-én a Puskás Akadémia vezetőedzője lett. 2019 áprilisában a Puskás AFC előbb kiesett a Magyar Kupa negyeddöntőjében a másodosztályú Soroksár SC ellenében, majd hazai pályán szenvedett 4–0-s vereséget a Kisvárdától, a vezetőség pedig menesztette Radokit. Irányításával a klub 13 tétmérkőzésen négy győzelmet, két döntetlent ért el, hét alkalommal pedig vereséget szenvedett. 2020 júliusában a német ötödosztályban szereplő TSW Schwaben Augsburg vezetőedzője lett.
Edzői statisztika
| Csapat          | –tól               | –ig                 | Statisztika | Statisztika | Statisztika | Statisztika | Statisztika | Statisztika | Statisztika | Statisztika |
| Csapat          | –tól               | –ig                 | M           | GY          | D           | V           | RG          | KG          | GK          | GY %        |
| --------------- | ------------------ | ------------------- | ----------- | ----------- | ----------- | ----------- | ----------- | ----------- | ----------- | ----------- |
| Greuther Fürth  | 2016. november 22. | 2017. augusztus 28. | 27          | 9           | 7           | 11          | 28          | 27          | +1          | %           |
| Puskás Akadémia | 2018. december 29. | 2019. április 7.    | 13          | 4           | 1           | 8           | 19          | 27          | -8          | %           |
| Összesítve      | Összesítve         | Összesítve          | 40          | 13          | 8           | 19          | 47          | 54          | -7          | %           |

Minden tétmérkőzést számítva
Utolsó elszámolt mérkőzés dátuma: 2019. április 6.

## Sikerei, díjai

### Játékosként
SpVgg Greuther Fürth:
- Regionalliga Süd ezüstérmes: 1996–97